# Serixia kisana
Serixia kisana là một loài bọ cánh cứng trong họ Cerambycidae.